# Śnieżka

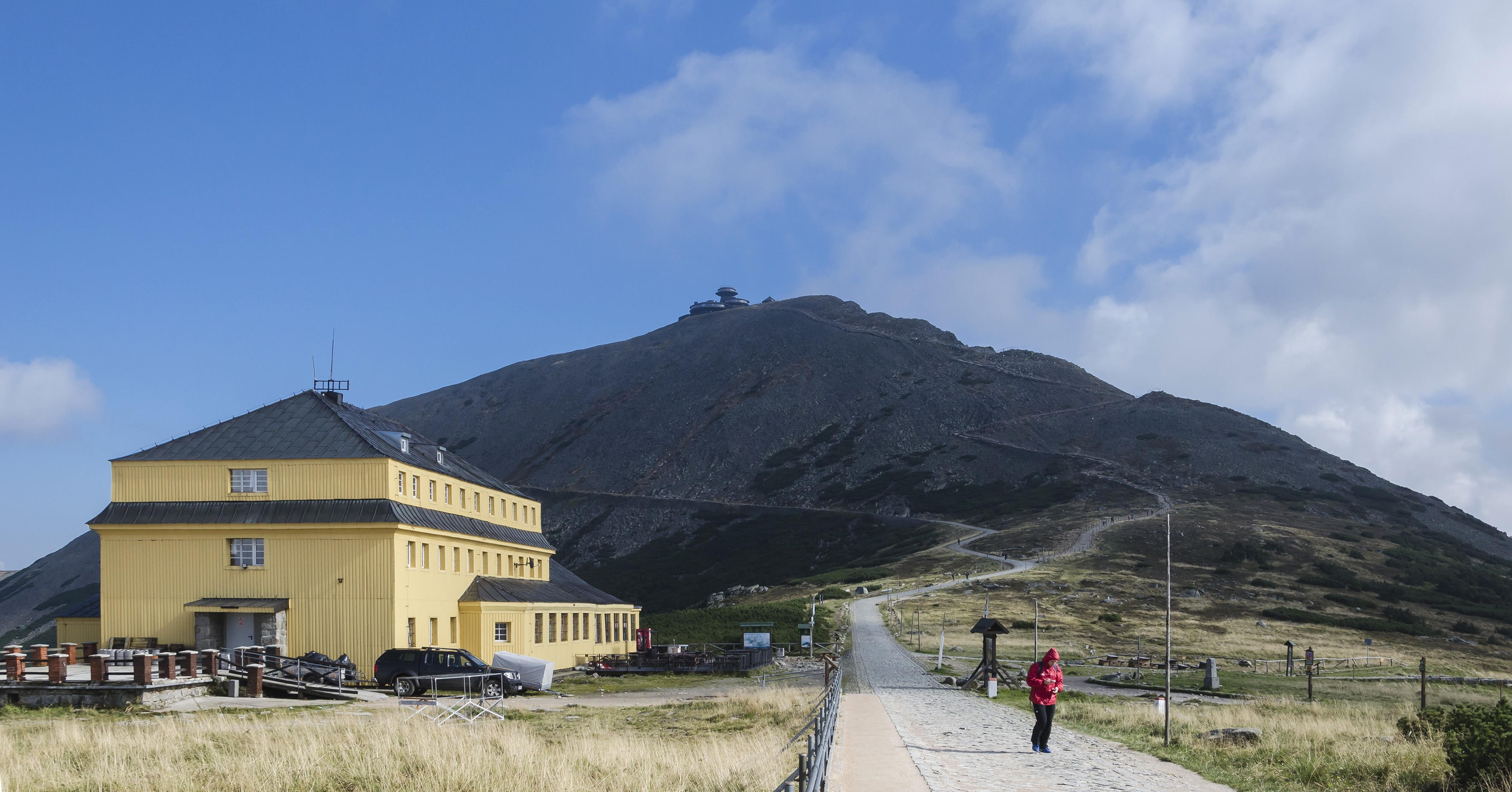
Śnieżka z Równi

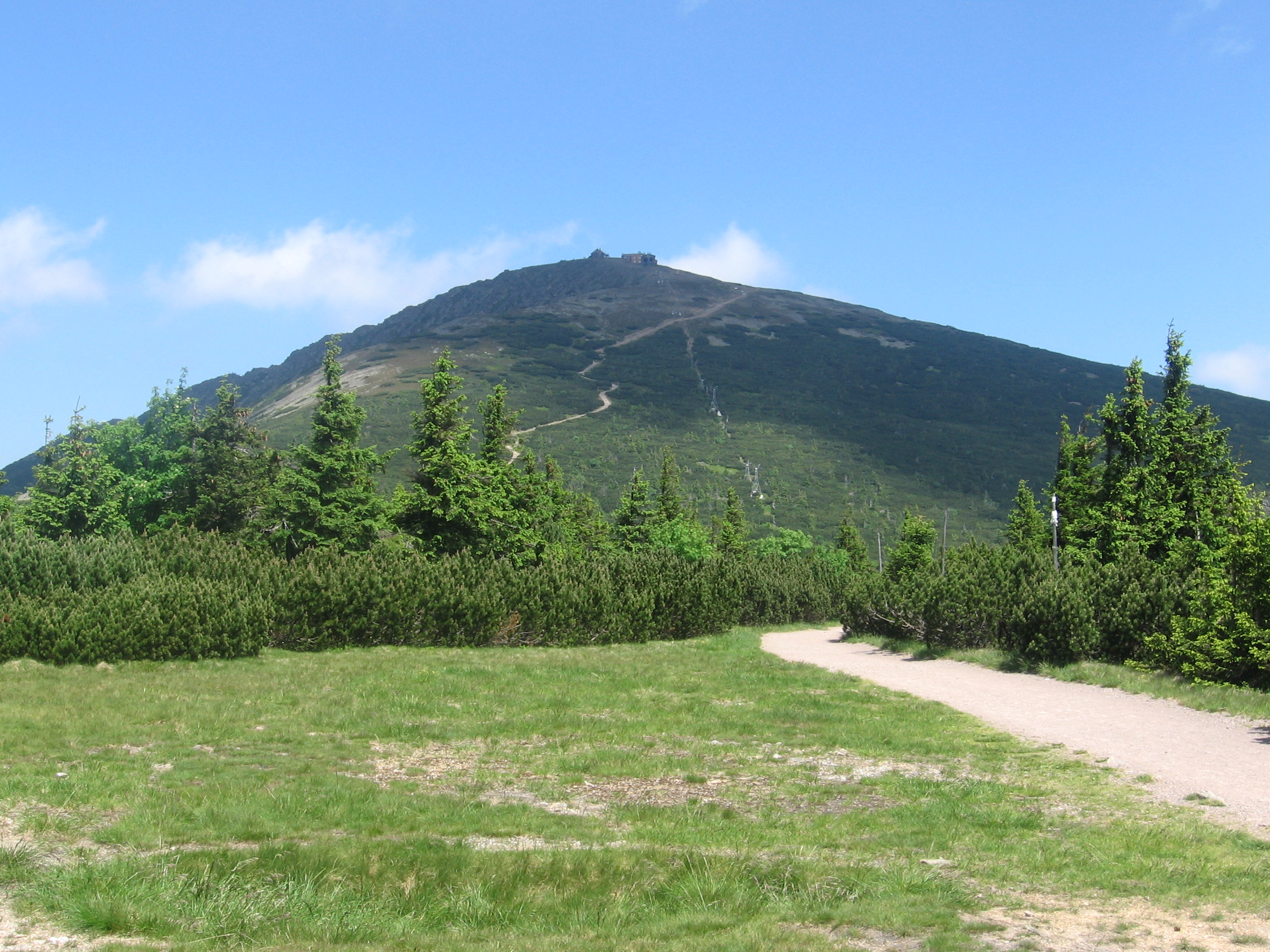
Śnieżka od południa

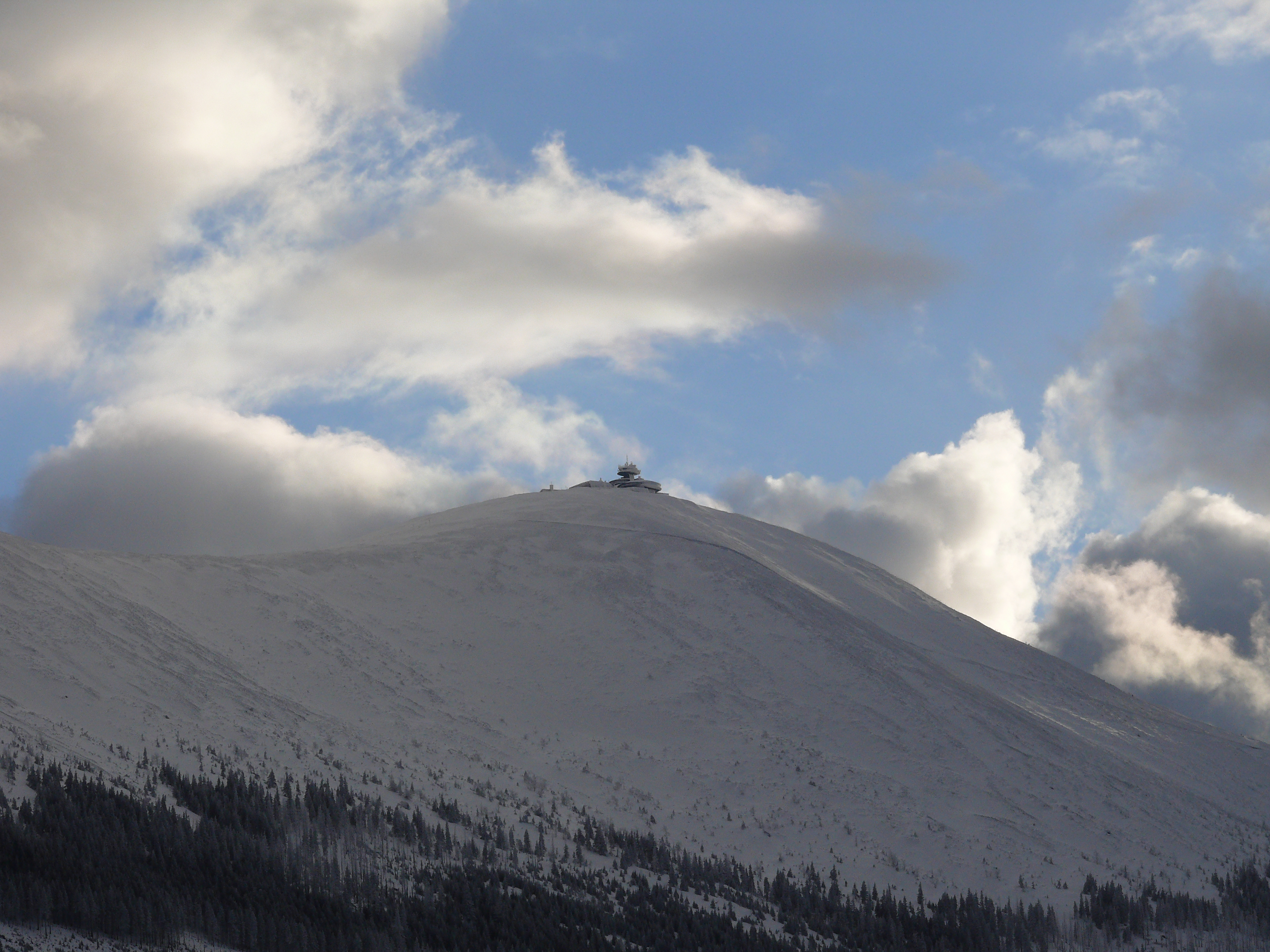
Śnieżka późną zimą, widok z Kruczych Skał w Karpaczu

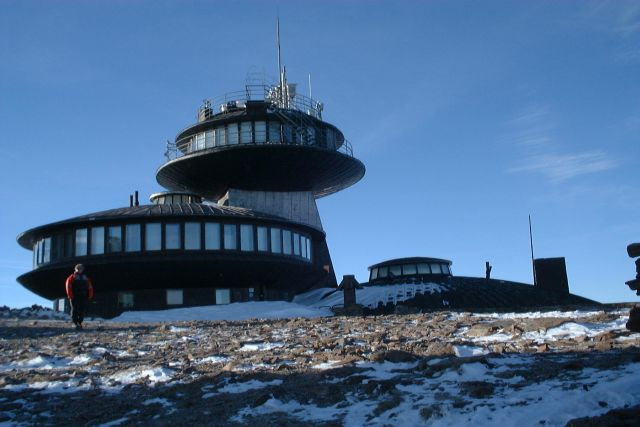
Restauracja i obserwatorium na szczycie

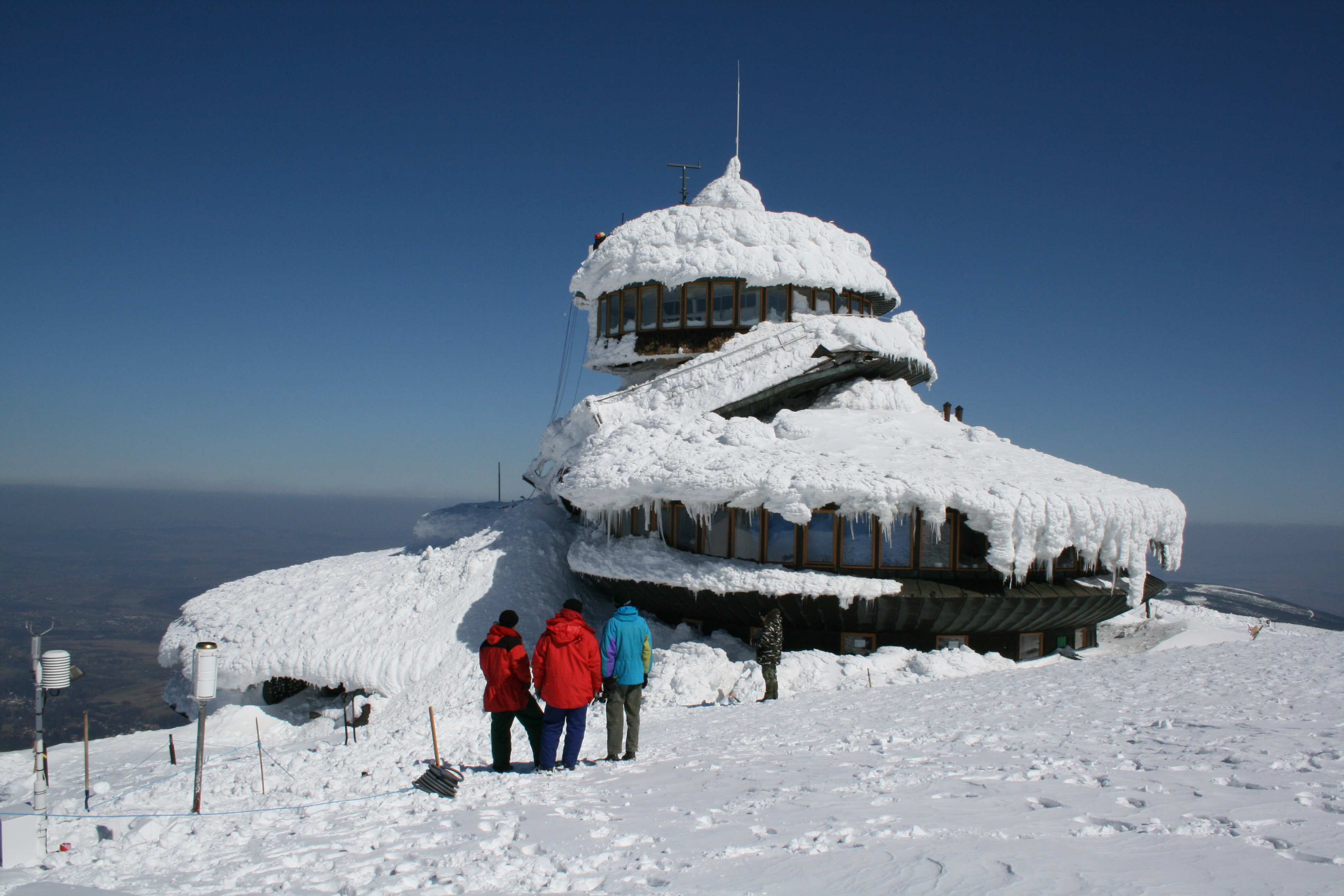
Obserwatorium na Śnieżce – zdjęcie krótko po katastrofie budowlanej

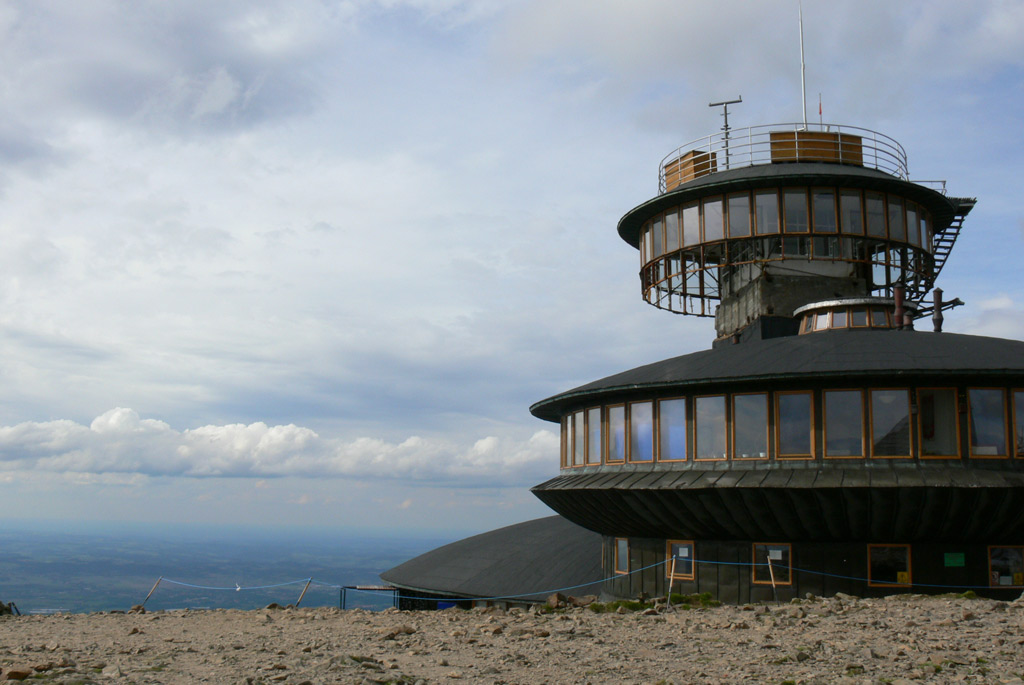
Obserwatorium na Śnieżce – czerwiec 2009. Widoczne skutki katastrofy budowlanej, z marca 2009

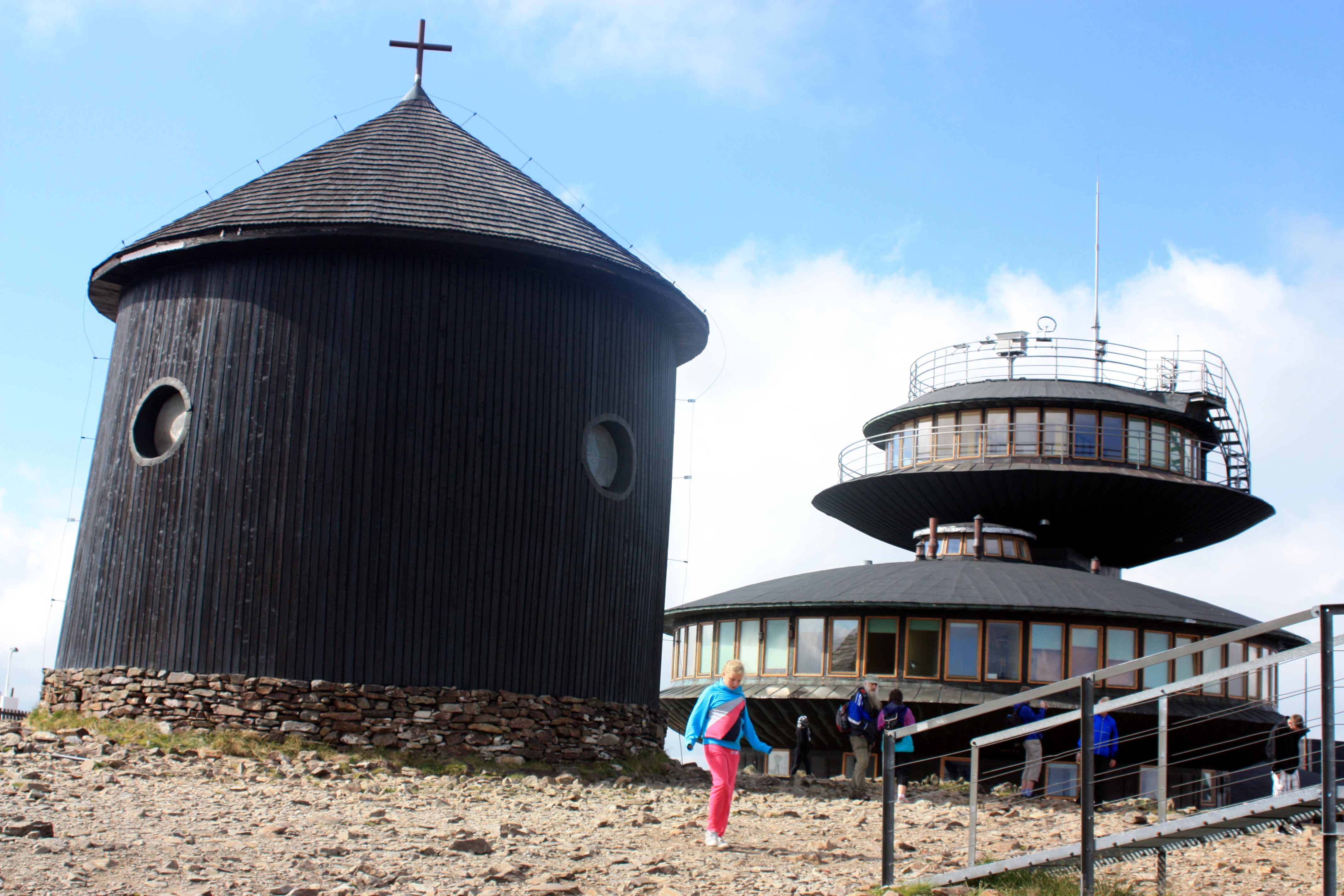
Schronisko na Śnieżce i kaplica św. Wawrzyńca – sierpień 2012

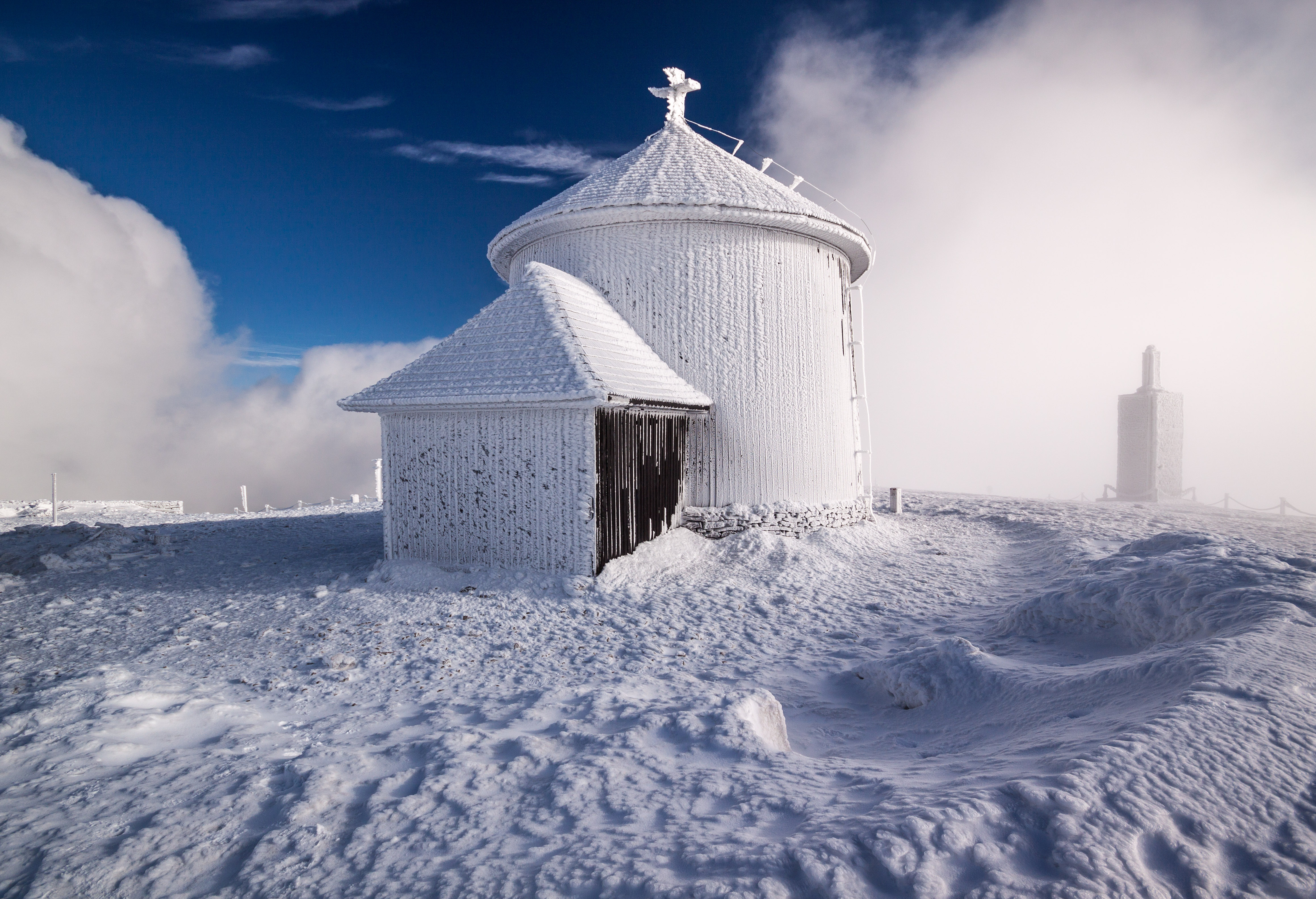
Kaplica św. Wawrzyńca zimą

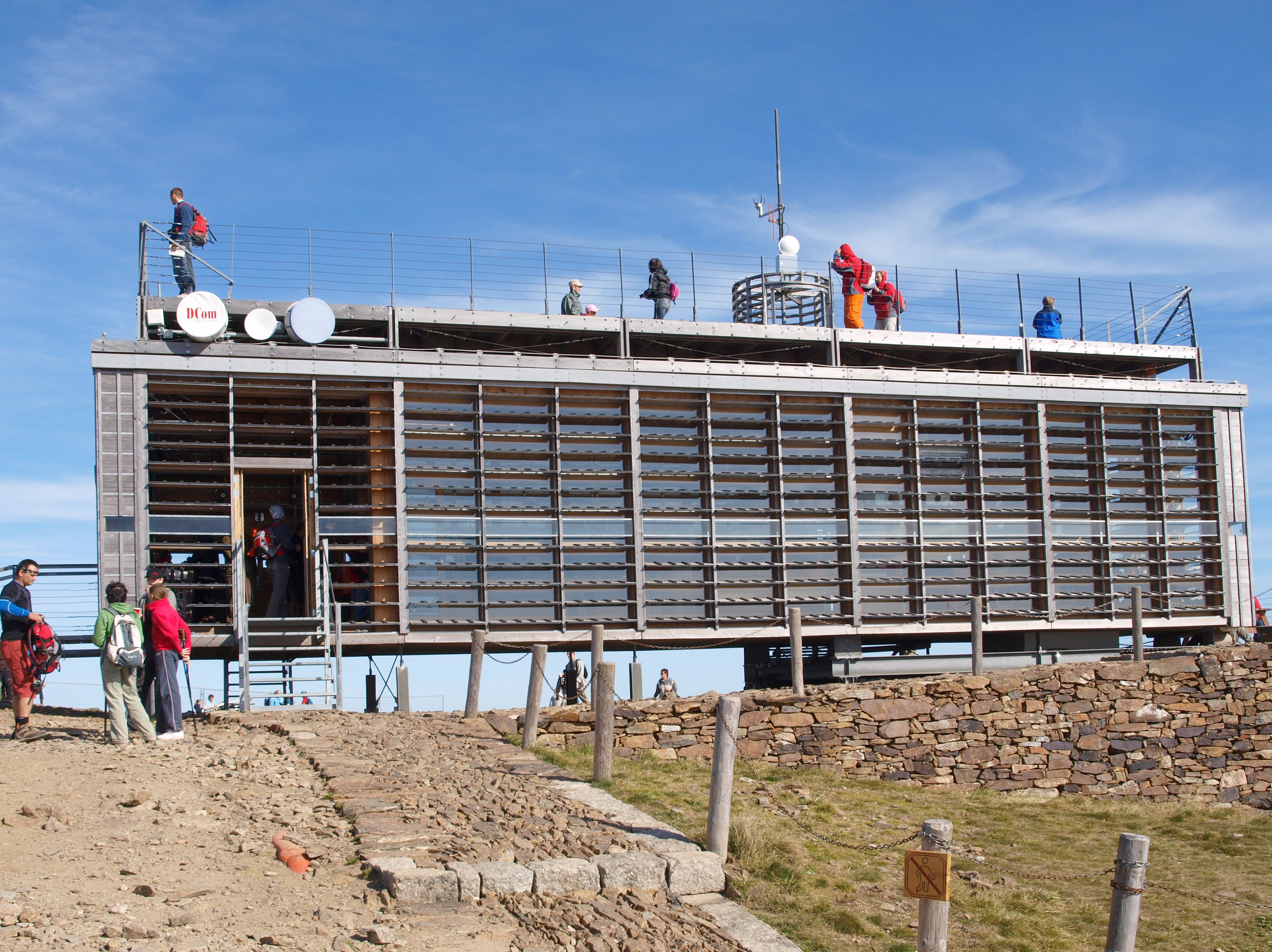
Nowy budynek czeskiej poczty na szczycie

Śnieżka (cz. Sněžkaⓘ, niem. Schneekoppe) – najwyższy szczyt Karkonoszy oraz Sudetów, jak również Czech, województwa dolnośląskiego, a także całego Śląska. Najwybitniejszy szczyt Polski i Czech (MDW 1184 m). Jego oficjalna wysokość bezwzględna to 1603,30 m n.p.m. względem średniego poziomu Morza Bałtyckiego. Podawana powszechnie w publikacjach sprzed 2014 roku wysokość 1602 m odnosi się nie do wierzchołka góry, lecz do jednego z punktów osnowy geodezyjnej, zlokalizowanych w obrębie kopuły szczytowej.
Zlokalizowana na granicy polsko-czeskiej, góruje nad Kotliną Jeleniogórską (deniwelacja wynosząca około 1200 metrów), wystając 200 metrów ponad Równię pod Śnieżką. Po stronie polskiej znajduje się w granicach administracyjnych Karpacza oraz na terenie Karkonoskiego Parku Narodowego. Po stronie czeskiej na terenie Krkonošského národního parku (KRNAP). Widoczność z wierzchołka przy sprzyjających warunkach przekracza 200 km.
Należy do Korony Europy, Korony Gór Polski, Korony Sudetów, Korony Sudetów Polskich, Korony Gór Dolnego Śląska, Korony Sudetów Czeskich. Jest najwyższym szczytem Republiki Czeskiej.

## Opis
Śnieżka znacznie góruje nad otaczającymi ją grzbietami. Wznosi się w zachodniej części Czarnego Grzbietu. Na zachodzie Przełęcz pod Śnieżką oddziela ją od Równi pod Śnieżką, ku wschodowi ciągnie się Czarny Grzbiet, natomiast ku południowi odchodzi długie, boczne ramię ze wzniesieniami: Růžová hora, Pěnkavčí vrch i Červený vrch, kończące się na południowym wschodzie, przy ujściu Małej Úpy do Úpy. Ramię to nosi nazwę Růžohorská hornatina.
Od północnego zachodu piramidę Śnieżki podcinają Kocioł Łomniczki i dolina Łomniczki, od południowego wschodu – Jelení důl i dolina Jeleniego potoku, od południowego zachodu – Úpská jáma i Obří důl.

## Budowa geologiczna
Śnieżka zbudowana jest z bardzo odpornych na wietrzenie hornfelsów – skał metamorficznych, powstałych w wyniku przeobrażenia łupków w wyniku oddziaływania intrudującej magmy granitowej w okresie karbońskim. Dzięki większej odporności na erozję budujących szczyt hornfelsów od skał otaczających, selektywna erozja doprowadziła w kenozoiku do powstania Śnieżki jako twardzielca wznoszącego się 200 metrów nad penepleną. Po wypiętrzeniu się Karkonoszy w czasie orogenezy alpejskiej, niewysokie wzgórze stało się najwyższym szczytem nowo powstałego pasma górskiego. Zbocza Śnieżki pokrywa gołoborze, powstałe w czasie zlodowacenia w plejstocenie, w warunkach peryglacjalnych. W tym samym czasie powstały kotły lodowcowe, podcinające ją od północnego zachodu i południowego zachodu.

## Klimat
Średnie ciśnienie atmosferyczne w latach 1951–1975 wyniosło 834,3 hPa. W okresie maj-wrzesień było ono wyższe: średnie miesięczne znajdowały się w przedziale 835–838 hPa. Dla Śnieżki charakterystyczne są silne krótkookresowe zmiany ciśnienia. Późnojesienna pogoda niżowa powoduje skoki ciśnienia przekraczające nawet 20 hPa/dobę. Podczas pogody wyżowej naturalny dobowy cykl zmian ciśnienia daje zazwyczaj amplitudę 2–5 hPa. W przekroju całego roku dominują wyżowe typy cyrkulacji powietrza, stanowiąc 33,8%. Odznaczają się największą trwałością i występują głównie jesienią.
Śnieżkę charakteryzują stosunkowo wysokie średnie prędkości wiatru. Średnia z lat 1951–1975 wyniosła 11,4 m/s. Najczęstsze są wiatry wiejące ogólnie z kierunków zachodnich. 24,7% stanowią wiatry z kierunku SW (śr. 13,1 m/s), 18,6% to wiatry NW (śr. 12,0 m/s) a 18,0% to wiatry W (śr. 12,8 m/s). Na Śnieżce często występują bardzo silne, porywiste wiatry, o prędkości przekraczającej 15 m/s (wiatry te w porywach nierzadko przekraczają 35 m/s). Najwyższa zanotowana średnia 10-minutowa prędkość wiatru (21 lutego 2004 roku) wynosi 65 m/s, czyli 234 km/h. Najwyższa prędkość wiatru zanotowana na stacji to porywy dochodzące do 80 m/s, czyli 288 km/h. Choć niektóre źródła podają, że najwyższa prędkość wiatru zanotowana na szczycie Śnieżki to 345 km/h (9 marca 1990), to jednak zarejestrowane dane ze stacji meteorologicznej nie potwierdzają tej informacji. Średnio rocznie notowano 206 dni z silnymi wiatrami. Podczas zimnego półrocza, od listopada do marca, dominują porywiste wiatry. Jest ich średnio od 19,5 dnia w listopadzie do 23,5 dnia w styczniu. W konsekwencji Śnieżkę charakteryzuje bardzo niska częstość występowania okresów bezwietrznych: od 1,5% w lutym do 2,7% w czerwcu – średnia wieloletnia wynosi tylko 1,8%.
Średnia temperatura powietrza w latach 1931–1970 wyniosła 0,4 °C. Najcieplejszymi miesiącami są lipiec i sierpień ze średnimi wynoszącymi odpowiednio 8,9 °C i 8,3 °C. Zimą najchłodniej bywa w styczniu i lutym, kiedy średnie temperatury wynoszą −7,8 °C i −7,4 °C. Przeciętnie przez 105 dni w roku średnia dobowa wynosi poniżej −5 °C (od 3 grudnia do 19 marca), co świadczy o surowości klimatu. Średnia dobowa temperatura powietrza poniżej 0 °C utrzymuje się aż przez 186 dni (od 21 października do 26 kwietnia). Cieplejsze dni, ze średnią dobową powyżej 5 °C występują od 2 czerwca do 15 września (łącznie przez 104 dni). Na Śnieżce praktycznie nie występują dni ze średnią temperaturą przekraczającą 10 °C.

## Oronimia
W roku 1613 śląski regionalista i historyk Mikołaj Henel z Prudnika wymienił górę w swoim dziele o geografii Śląska pt. Silesiographia podając jej łacińską nazwę: Gigantaeus mons. Nazwa Śnieżka pochodzi z XIX wieku i wzięła się od przymiotnika śnieżna, czyli pokryta śniegiem.
Polską nazwę Śnieżka wprowadzono urzędowo w 1949 roku.

## Granica państwowa
Śnieżka położona jest na granicy państwowej. Była to w latach:
- 1804–1867 granica prusko-austriacka,
- 1867–1871 granica północnoniemiecko-austro-węgierska,
- 1871–1918 granica niemiecko-austro-węgierska,
- 1918–1938 granica niemiecko-czechosłowacka,
- 1945–1990 granica polsko-czechosłowacka,
- 1990–1992 granica polsko-czecho-słowacka,
- od 1993 granica polsko-czeska.

Przez szczyt przebiega Droga Przyjaźni Polsko-Czeskiej (dawniej: Polsko-Czechosłowackiej).

## Obiekty na Śnieżce
Na szczycie Śnieżki na przestrzeni lat zbudowano kilka obiektów służących obsłudze ruchu turystycznego, kultowi religijnemu, jak również obserwacjom meteorologicznym. Należą do nich:

### po stronie polskiej
- kaplica św. Wawrzyńca z 1665,
- nieistniejący budynek polskiego schroniska na Śnieżce – pierwotnie niemieckiego (Schneekoppe Baude, Preussische Baude, Deutsche Baude, Schronisko PTTK „Na Śnieżce”) – pierwszy obiekt wybudowano w 1850, następny w 1858, ostatni w 1862 – rozebrany w latach 60. XX wieku,
- budynek starego obserwatorium meteorologicznego (istniejący w latach 1900–1989),
- budynek Obserwatorium Wysokogórskie Instytutu Meteorologii i Gospodarki Wodnej z restauracją (charakterystyczne „dyski”) z 1974, od 1 listopada 2015 zamknięty; planowane otwarcie od 1 maja 2017[17].

### po stronie czeskiej
- budynek czeskiego schroniska na Śnieżce (istniejący w latach 1868–2005, ale zamknięty dla turystów już 31 maja 1990[18]),
- górna stacja gondolowej kolei linowej (z gondolami 4-osobowymi), oddanej do użytku 22 lutego 2014[19], powstałej w miejsce istniejącego do 2012 wyciągu krzesełkowego z miasta Pec pod Sněžkou i o niezmienionej przepustowości 250 osób na godzinę; w roku 2019 z kolei skorzystało 311 948 osób, a w 2020 - 230 842 osoby[20],
- kiosk czeskiej poczty; po wybudowaniu nowego budynku został rozebrany i przeniesiony do kempingu w miejscowości Sedlec-Prčice (tam służy także jako poczta i sklepik)[21],
- nowy budynek czeskiej poczty w miejscu rozebranego schroniska[22], otwarty 1 sierpnia 2008, najwyżej położony punkt pocztowy w Czechach (rozpoczął działalność w czeskim schronisku w 1899, zamknięto go po aneksji Kraju Sudetów przez III Rzeszę, ponownie otwarty w 1995). Budynek składa się z 6000 elementów stalowych, prawie 12 000 drewnianych i z półtora tysiąca elementów systemu hydraulicznego sterującego żaluzjami zewnętrznymi, chroniącymi obiekt przed niekorzystnymi warunkami atmosferycznymi. Podziemia, wykorzystujące dawną piwnicę Českiej boudy, widoczne są z zewnątrz tylko w postaci małych okien, bowiem pozostała część konstrukcji obłożona jest kamieniami pozostałymi z rozbiórki starego schroniska.

Ponadto, na południowo-zachodnim stoku szczytu, znajduje się budynek dawnej stacji pomp wodnych z turbiną Peltona, funkcjonujący w latach 1912–1956 w celu zaopatrzenia w wodę schronisk na Śnieżce.
W roku 2001 na prowadzącej czeską stroną szczytu ścieżce, zwanej Trawersem, odsłonięto obelisk, upamiętniający ofiary katastrofy lotniczej samolotu Junkers Ju 52 ewakuującego rannych żołnierzy z oblężonego Wrocławia, który rozbił się w lutym 1945.

## Historia ruchu turystycznego

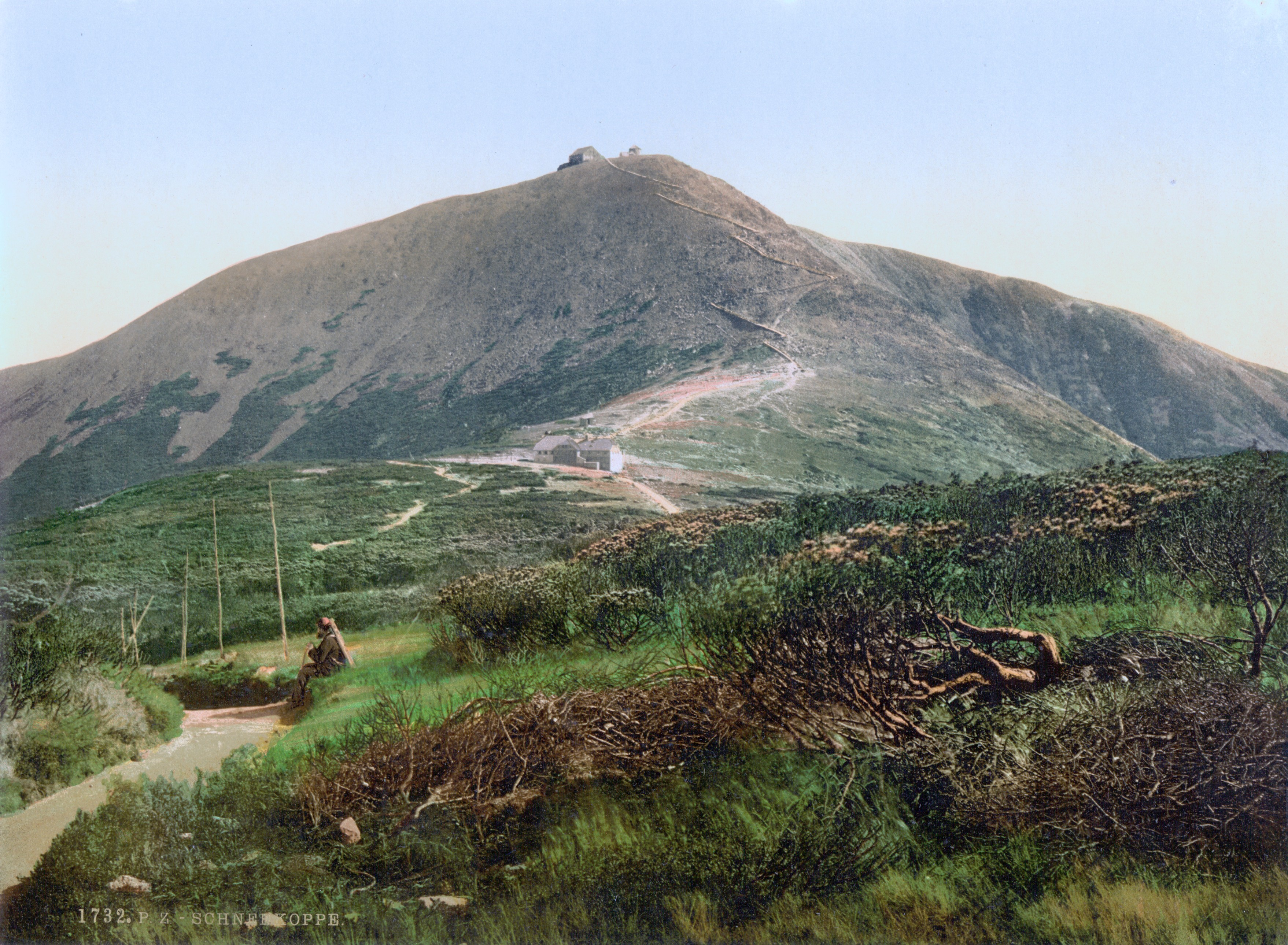
Śnieżka pod koniec XIX wieku

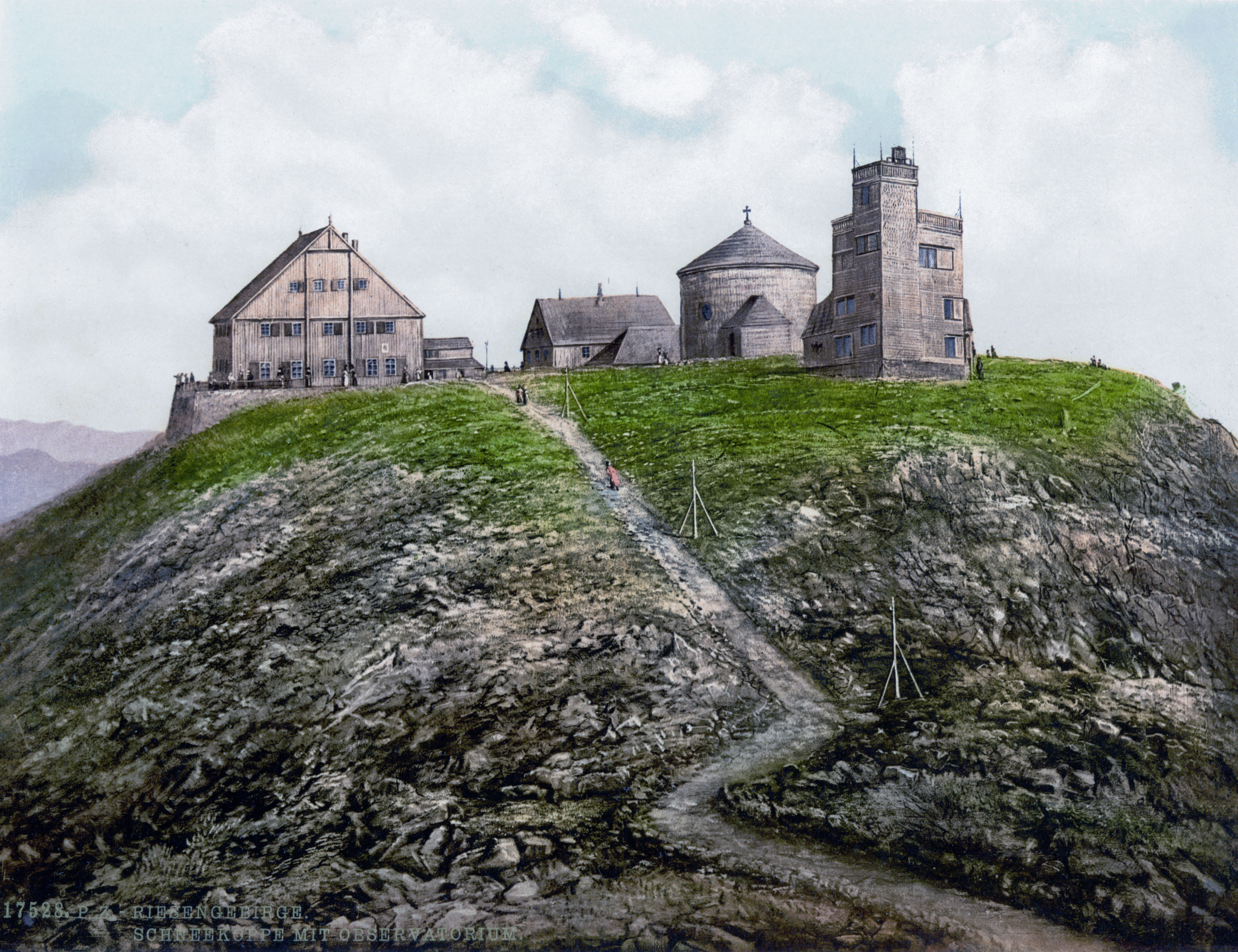
Szczyt Śnieżki około roku 1900

Śnieżka była jedną z pierwszych gór europejskich licznie odwiedzanych przez turystów. Wiązało się to głównie ze względnie niewielkimi trudnościami technicznymi wejścia na szczyt oraz z tym, że już od XVI wieku liczni kuracjusze przybywali do pobliskich Cieplic Zdroju i dobrze widoczna Śnieżka, dominująca wizualnie nad całymi Karkonoszami, była dla nich istotną atrakcją. Ważnymi czynnikami były też liczne, jak na owe czasy, duże budy pasterskie i dobra sieć dróg prowadzących pod kopułę szczytową, co wiązało się z dość znacznym jak na owe czasy zaludnieniem przedgórza Karkonoszy i powszechnością wypasu w samych górach. Poza tym w latach 1563–1566 rektor szkoły w Jeleniej Górze – Krzysztof Schilling dokonał pomiarów i obliczeń wysokości Śnieżki. Choć otrzymany wynik 30 stadiów, czyli około 5500 m ponad dno Kotliny Jeleniogórskiej był bardzo błędny, to dał podstawę do utrzymywania przez długi czas, że jest to jedna z najwyższych gór Europy.
Jednego z pierwszych potwierdzonych grupowych wejść na Śnieżkę dokonano 7 sierpnia 1577, gdy znalazła się tam grupa 12 mieszczan z Trutnova. W 1677 weszli na szczyt pierwsi polscy turyści Michał Kazimierz Radziwiłł i Teodor Billewicz. Ten ostatni pozostawił opis tej wycieczki. Kiedy 10 sierpnia 1681 na szczycie Śnieżki opat cystersów z Krzeszowa poświęcił, budowaną od 1665 z bloków miejscowych skał, kaplicę pod wezwaniem jednego z bardziej czczonych wówczas świętych – św. Wawrzyńca, to do walorów turystycznych szczytu doszły też walory pielgrzymkowe. Przez pierwsze 100 lat po zbudowaniu kaplicy odbywały się w niej msze 5 razy w sezonie letnim, a na najbardziej uroczystą z nich 10 sierpnia, przybywało około 200 pielgrzymów. Oprócz tego kaplica służyła schronieniem w razie częstej na Śnieżce niepogody. W 1696 wyłożono w kaplicy księgę wpisów dla turystów i pielgrzymów. Tegoż roku górę zdobyła pierwsza kobieta, Maria Adlerin, która zresztą po ośmiu dniach od wejścia na górę odbyła udany poród. W ostatnich latach XVII wieku na Śnieżkę wchodził kilkakrotnie pierwszy naukowiec badający jej przyrodę i historię górnictwa, Georg Anton Volkmann, autor Silesia subterranea z 1720.
Choć wielu wędrowców skarżyło się w księdze na duże trudności wędrówki, to w istocie wspinaczka nie była zbyt ciężka, skoro w roku 1715 szczyt zdobył 83-letni mężczyzna. Już w XVIII wieku na górę wchodzili turyści z odległych krańców Europy: w 1792 pierwszy Rosjanin, w 1795 pierwszy Hiszpan, a w 1800 Amerykanin John Quincy Adams, przyszły prezydent USA, który Śnieżce poświęcił nie tylko relację, ale i wiersze opublikowane w 1804 (w następnych latach wydane też po francusku i niemiecku). W drugiej połowie XVIII wieku osłabł ruch pielgrzymkowy i większość wejść miała charakter turystyczny. W sezonie 17 maja – 27 września 1786 w księdze na szczycie zapisało się 230 osób, w 1801 – 551, a w 1828 – 808. Wobec szybkiego wzrostu ruchu turystycznego i spadku liczby pielgrzymów w 1824 kaplicę tymczasowo przekształcono na schronisko turystyczne. 23 lipca 1873 ze szczytu Śnieżki wysłano pierwszą ilustrowaną kartkę pocztową, w 1897 wysłano ich 12 tys., a w roku 1900 dzienna sprzedaż pocztówek na Śnieżce wynosiła 1500 sztuk.
W roku 1884 rozpatrywano projekt budowy na szczyt elektrycznej kolei zębatej z Cieplic Zdroju przez Karpacz. Podobne projekty rozpatrywano aż do wybuchu I wojny światowej.
16 stycznia 1975 na stokach szczytu zginęły 3 osoby, w tym dwóch czechosłowackich ratowników górskich.
W roku 2006 szczyt Śnieżki zdobył niepełnosprawny sportowiec – Jarosław Rola i był pierwszą osobą poruszającą się na wózku, której udało się wjechać na ten szczyt.
Każdego roku w dniu św. Wawrzyńca (10 sierpnia) na szczycie przy kaplicy odprawiane jest nabożeństwo, w którym uczestniczą przewodnicy sudeccy i ratownicy GOPR. W uroczystości tej brali udział m.in. byli prezydenci Czech (Vaclav Klaus) oraz Polski (Bronisław Komorowski).

## Turystyka

„Niemy znak” na Śnieżkę

Przez Śnieżkę przebiegają następujące szlaki turystyczne:
- na Przełęcz Okraj (kierunek wschodni) i Równię pod Śnieżką – Droga Przyjaźni Polsko-Czeskiej
- do Karpacza przez Śląską Drogę
- na Przełęcz Okraj przez Skalny Stół (kierunek wschodni) i do Karpacza przez Mały Staw (szlak omija szczyt Drogą Jubileuszową, ok. 100 m poniżej)
- – Velká Úpa trasą pod wyciągiem krzesełkowym (czeski, z 370 stopniami)